# Supercollider / The Butcher
"Supercollider / The Butcher" är en singel av brittiska bandet Radiohead, släppt den 16 april 2011.

## Låtlista
| Nr           | Titel         | Längd |
| ------------ | ------------- | ----- |
| 1.           | Supercollider | 7:02  |
| 2.           | The Butcher   | 4:35  |
| Total längd: | Total längd:  | 11:37 |